# Vesperus
Tribu
Genre
Vesperus est un genre d'insectes coléoptères de la famille des Vesperidae et de la sous-famille des Vesperinae monotypique : elle ne comprend que ce seul genre  (parfois placé dans l'unique tribu des Vesperini selon les classifications).

## Distribution
Le genre est répandu dans les régions côtières de la Méditerranée.

### Espèces présentes en France
Selon André Villiers :
- Vesperus aragonicus Baraud 1964
- Vesperus luridus (Rossi 1794)
- Vesperus ligusticus Vitali, 2001
- Vesperus strepens (Fabricius, 1792)
- Vesperus xatarti Mulsant 1839

### Autres espèces
- Vesperus bolivari Paulino de Oliveira 1893
- Vesperus brevicollis Graells 1858
- Vesperus conicicollis Fairmaire & Coquerel 1866
  - Vesperus conicicollis conicicollis Fairmaire & Coquerel 1866
  - Vesperus conicicollis macropterus Sama 1999
- Vesperus creticus Ganglbauer 1886
- Vesperus fuentei Pic 1905
- Vesperus jertensis Bercedo & Bahillo 1998
- Vesperus joanivivesi Vives 1998
- Vesperus nigellus Compte Sarte 1963
- Vesperus sanzi Reitter 1895
- Vesperus serranoi Zuzarte 1985